# 周繇
周繇（？—？），是周朝时期吳國的君主之一，為吳國第十一任君主，承襲父亲柯盧擔任吳國君主。周繇死后，儿子屈羽继位。
| 前任： 柯盧 | 吴国君主 | 繼任： 屈羽 |